# Leonel Marshall (ur. 1979)
Leonel Marshall Borges, Jr. (ur. 25 września 1979 w Hawanie) – kubański siatkarz, grający na pozycji przyjmującego. Wielokrotny reprezentant Kuby. W 2002 uciekł ze zgrupowania reprezentacji Kuby w Europie i dostał azyl polityczny. Od listopada 2019 roku występuje w tureckiej drużynie Bursa Büyükşehir Belediyespor.
Jego ojciec Leonel Marshall Steward, Sr, także był siatkarzem.

## Sukcesy klubowe
Puchar CEV:
- 2008
- 2004, 2007

Mistrzostwo Włoch:
- 2009
- 2004, 2007
- 2005

Puchar Top Teams:
- 2006

Superpuchar Włoch:
- 2009

Mistrzostwo Turcji:
- 2011, 2012, 2015
- 2014

Superpuchar Turcji:
- 2011, 2012

Puchar Turcji:
- 2012

Puchar Challenge:
- 2014

Mistrzostwo Chin:
- 2016

Mistrzostwo Portugalii:
- 2019

## Sukcesy reprezentacyjne
Liga Światowa:
- 1999

Puchar Ameryki:
- 2000

Mistrzostwa Ameryki Północnej, Środkowej i Karaibów:
- 2001

Puchar Wielkich Mistrzów:
- 2001

## Nagrody indywidualne
- 2006 - MVP Pucharu Top Teams
- 2011 - MVP, najlepszy przyjmujący oraz atakujący w finale o Mistrzostwo Turcji[2]
- 2014 - Najlepszy przyjmujący w finale o Mistrzostwo Turcji
- 2015 - Najlepszy przyjmujący w finale o Mistrzostwo Turcji